# لیندا وستر
لیندا وستر (انگلیسی: Linda Vester; ۱۱ ژوئن ۱۹۶۵ – ) روزنامه‌نگار اهل ایالات متحده آمریکا بود.
وی همچنین برندهٔ جوایزی همچون برنامه فولبرایت شده‌است.